# Hermann Johann von Benckendorff

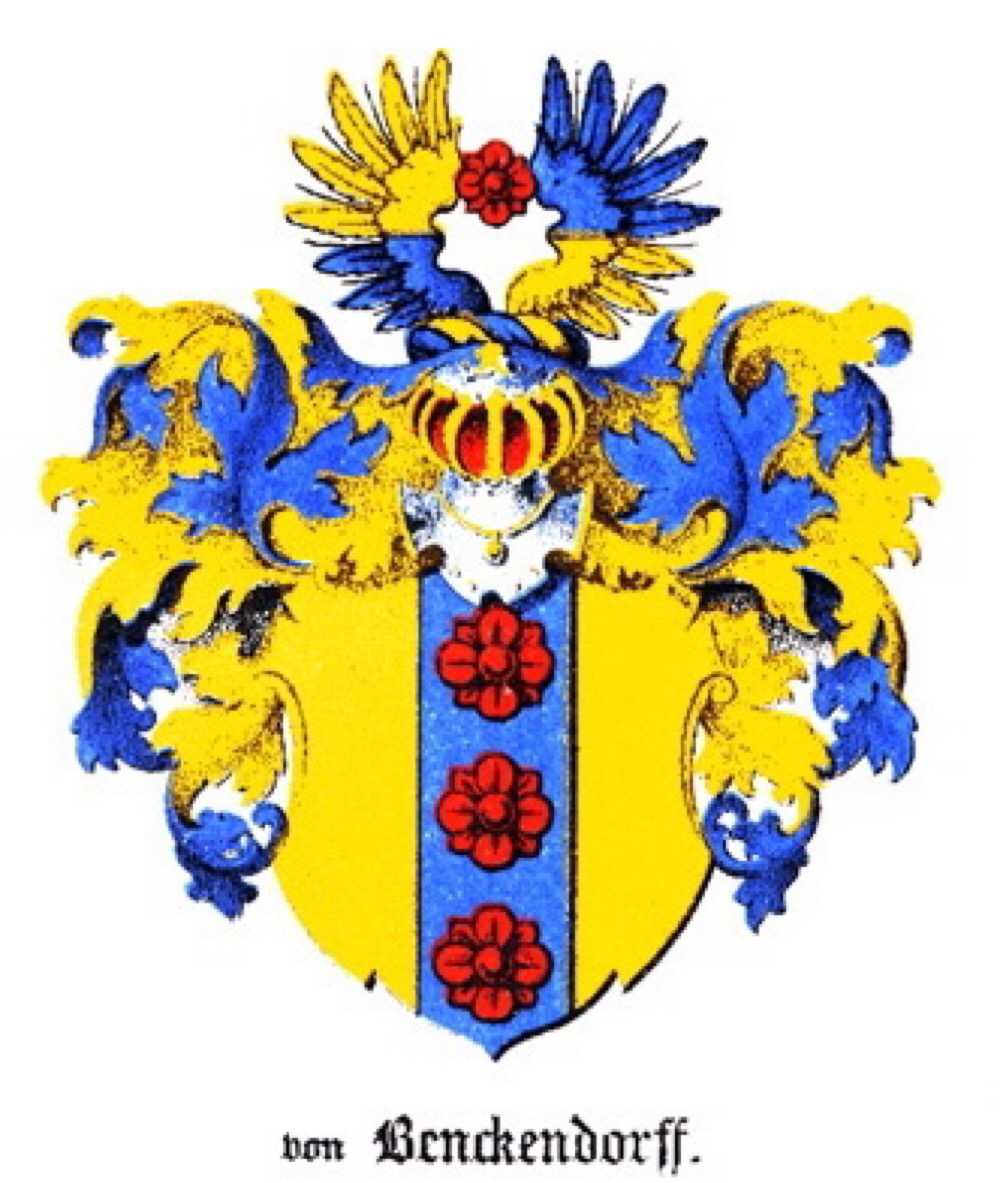
Wappen der Adelsfamilie „von Benckendorff“ (Estland)

Hermann Johann von Benckendorff (* 30. Juli 1751 in Wyborg; † 8. Januar 1800 in Kiltsi, Estland) auf Schloss Ass, Herr auf Ass und Sternhof war Major in der Kaiserlich Russischen Armee und Kreismarschall des Kreises Lääne-Viru in Estland.

## Leben
Hermann Johann stammte aus der schwedisch-estländischen Adelsfamilie „von Benckendorff“, deren Ursprung in Salzwedel lag. Die Familie stellte mehrere namhafte Generäle, lokale und russische Politiker in Estland sowie Diplomaten. Seine Eltern waren Johann Michael von Benckendorff (1720–1775) und Sophie Elisabeth von Löwenstern (1724–1783).
Er heiratete 1774 in erster Ehe Katharina Magdalena von Brevern (um 1748–1775 in Reval), Tochter des Adam Ludwig von Brevern auf Jaggowal. Aus dieser Ehe stammte Sophie Christine Gertrude von Benckendorff (*22. September 1775 in Reval † 26. März 1818 in Koik), sie war mit Bernhard Johann von Helffreich auf Koik († 1834) verheiratet. In zweiter Ehe heiratete er 1776 Christine Elisabeth von Brevern, Tochter des Peter von Brevern auf Maart. Die Nachkommen waren:
- Magdalena Elisabeth von Benckendorff (* 27. März 1777 in Reval; † 30. Dezember 1798 in Ass), verheiratet mit Jakob von Brümmer († 1846)
- Juliana Dorothea Katharina von Benckendorff (* 27. Mai 1778 in Ass; † 1. April 1837 in Hannijöggi), sie war mit Georg Matthias Staël von Holstein († 1853) verheiratet.
- Paul Friedrich von Benckendorff (* 26. November 1784 in Gattschina (Russland) † 2. Dezember 1841 in Ass), Gardeleutnant, Ritterschaftshauptmann, Landrat, Zivilgouverneur von Estland, Geheimrat; verheiratet mit Elisabeth von Rehbinder *1788 † 1856
- Theodor von Benckendorff * um 1786 † 16. November 1804 in Ass